# Língua kamkata-vari
Kamkata-vari (Nome nativo: Kâmkata-vari) é uma língua nuristani. Seus dialetos principais são kata-vari, kamviri e mumviri. Kata-vari e kamviri são às vezes erroneamente considerados duas línguas distintas, mas de acordo com o linguista Richard Strand, eles formam uma única língua.
A língua kamkata-vari é falada por 40.000 a 60.000 pessoas, dos Kata, Kom, Mumo, Kshto e algumas tribos menores com Trajes Negros em partes do Afeganistão e do Paquistão. Existem diferenças dialetais entre os falantes de kamkata-vari do Paquistão. Os nomes alternativos mais usados para o idioma são kati ou bashgali.

## Classificação
Pertence à família de línguas indo-europeias e está no grupo nuristani do ramo indo-iraniano.

## Status
As taxas de alfabetização são baixas: abaixo de 1% para as pessoas que a têm como primeira língua e entre 15% e 25% para as pessoas que a têm como segunda língua. O dialeto kata-vari pode ser ouvido no rádio no Afeganistão.